# Гуалегуайчу (река)
Гуалегуайчу́ (исп. Río Gualeguaychú) — река в Аргентине, правый приток реки Уругвай. Длина реки около 250 километров. Площадь водосбора реки составляет 6690 км².
Река берёт своё начало в департаменте Колон провинции Энтре-Риос восточнее города Вильягуай, и течёт на юг, примерно параллельно реке Уругвай в 20-30 км от неё. В департаменте Гуалегуайчу она протекает через административный центр департамента город Гуалегуайчу, после чего поворачивает на восток и впадает в Уругвай. Ширина реки около устья — 140 метров.
Протекает по низменности, сложенной породами осадочного происхождения, высоты которой не превышают 100 метров над уровнем моря. Среднегодовое количество осадков равно 1050 мм. Климат влажный, средняя температура составляет 18 °C. Природа представлена злаковыми степями, в некоторых местах сохранились остатки сельвы.
Основные притоки — Сан-Мигель, Хена, Сан-Антонио, Эль-Сауке, Эль-Гато и Гуалеян.
Максимальный расход воды на станции Пуэрто-Гуалегуайчу составил 4060 м³/с в марте 1978 года.